# Leucania nana
Leucania nana là một loài bướm đêm trong họ Noctuidae.